# 1 (serviço de metrô de Nova Iorque)

Serviço 1
(Broadway – Seventh Avenue Local)

O serviço 1 Broadway – Seventh Avenue Local é um serviço de trânsito rápido do metrô de Nova Yorque. A cor vermelha designa o serviço nos sinais de estações e sinais visuais assim como no mapa oficial, devido ao fato deste serviço utilizar a IRT Broadway – Seventh Avenue Line. Este serviço tem 38 estações em operação.